# Ed Bruce
William Edwin Bruce, detto Ed (Keiser, 29 dicembre 1939 – Clarksville, 8 gennaio 2021), è stato un cantautore e attore statunitense.
È conosciuto principalmente per essere l'autore del brano Mammas Don't Let Your Babies Grow Up to Be Cowboys (1975), reinterpretato da Waylon Jennings con Willie Nelson e in seguito da altri artisti. Altri suoi brani di successo sono You're the Best Break This Old Heart Ever Had (1981), My First Taste of Texas (1982), When I Die, Just Let Me Go To Texas (1977), The Last Cowboy Song (1985) e One (2002).

## Carriera musicale
Cresciuto a Memphis nel Tennessee, all'età di 17 anni incontra Jack Clement, allora tecnico del suono alla Sun Records. Lì fu notato dal proprietario Sam Phillips, per cui scrisse e registrò Rock Boppin' Baby col nome di "Edwin Bruce". Nel 1962, scrisse Save Your Kisses per il cantante Tommy Roe, e l'anno dopo raggiunse il 109º posto nella classifica Billboard "Bubbling Under" con la sua See the Big Man Cry, poi reinterpretata nel 1965 da Charlie Louvin dei Louvin Bros, la cui versione raggiunse il 7º posto nella classifica Billboard "Country Singles".
Nel 1964 Ed Bruce si trasferisce a Nashville dove fa fortuna interpretando brevi motivi musicali trasmessi dalle promo commerciali in televisione. Nel 1966 firma per la etichetta discografica RCA Records, dove due anni più tardi vedrà entrare in classifica il singolo Walker's Woods. Negli anni seguiranno diversi cambi di etichetta discografica come la Monument Records, United Artist Records e la CBS Records.
La fama mondiale arriva nel 1975 con il brano Mammas Don't Let Your Babies Grow Up to Be Cowboys, scritto con l'aiuto della moglie Patsy Bruce, simbolo del movimento outlaws della musica country. La sua versione del brano appare nel suo album omonimo del 1952 per la United Artists Records. Tra la fine del 1975 e l'inizio del 1976, l'interpretazione del brano da parte di Ed Bruce arrivò al numero 15 nelle classifiche "Hot Country Singles". I membri dei Western Writers of America, una compagnia fondata nel 1953 che promuove la letteratura, sia di fantasia che saggistica, relativa al West americano, ha scelto la canzone come una delle 100 migliori canzoni western di tutti i tempi. Waylon Jennings e Willie Nelson hanno reinterpretato la canzone nel loro album di duetto del 1978 Waylon & Willie, raggiungendo il numero 1 nel marzo 1978, trascorrendo quattro settimane in cima alle classifiche della musica country. Raggiunse anche la posizione 42 nella Billboard Hot 100 e vinse il Grammy Award nel 1979 per la migliore performance country di un duo. Il singolo è stato incluso nel videogioco Grand Theft Auto: San Andreas, sulla stazione radio country fittizia K-Rose. È presente, inoltre, nell'album Songbook of the American West di Chris LeDoux, pubblicato il 20 gennaio 1976, nonché nello spot pubblicitario della Volkswagen Passat TDI Clean Diesel. Nel 2020, una versione della canzone reinterpretata da Lukas Nelson e Shooter Jennings viene usata come colonna sonora della serie tv The Ranch su Netflix; i due artisti tornano quindi alle radici della loro famiglia, dacché il brano originale di Bruce fu reinterpretato dai loro rispettivi padri.
Negli anni settanta Ed Bruce scrive vari pezzi che sono stati portati al successo da nomi importanti della musica country di quegli, tra i quali i brani The Man That Turned My Mama On e Texas When I Die, interpretati entrambi da Tanya Tucker, e Restless interpretata da Crystal Gayle.
Nella metà degli anni ottanta, anni in cui il movimento musicale dei fuorilegge inizia il suo lento declino, viene prodotta The Last Cowboy Song, incisa insieme all'amico Willie Nelson, che si aggiudicherà un dodicesimo posto nella classica dei brani country di quel periodo.
Negli anni duemila torna alla ribalta con una produzione discografica dedicata al genere della Christian Music: nel 2007 con l'album Sing About Jesus e nel 2010 In Jesus Eyes: Songs of Inspiration, suo ultimo album.
Il 3 giugno 2018 è stato insignito dell'Arkansas Country Music Award per "Lifetime Achievement" presso l'Università dell'Arkansas a Little Rock.

## Carriera cinematografica
Dopo l'album del 1986 intitolato Night Things e un seguito omonimo del 1988, Ed Bruce prese la decisione consapevole di ridurre la sua musica per concentrarsi sulla sua carriera di attore, apparendo in diversi film per la TV. Ha ospitato due spettacoli alla fine degli anni '80, Truckin' USA e American Sports Cavalcade. Sempre in quegli anni prestava spesso la sua voce per spot televisivi e radiofonici. Prenderà parte a famose interpretazioni nei serial western The Chisholms (1980) e al sequel Bret Maverick (1981), dove recita con il cantante country James Garner. Nel 1986 partecipa nel film The Last Days di Frank and Jesse James, interpretati rispettivamente da Johnny Cash e Kris Kristofferson, dove sono presenti altre stelle del country quali David Allan Coe e Willie Nelson. Numerosi i film anche per il grande schermo come Fire Down Below, film del 1997 con attore principale Steven Seagal. Sarà anche protagonista in un puntata di Walker Texas Ranger negli anni novanta.

Filmografia Parziale
● Walker Texas Ranger – serie TV, episodio 5x24 (1997)

## Morte
Muore a 81 anni il giorno 8 gennaio 2021 a Clarksville, Tennessee, per cause naturali, secondo il suo addetto stampa Jeremy Westby. La sua ex moglie, manager musicale e cantautrice Patsy Bruce, morì quattro mesi dopo, anche lei all'età di 81 anni.

## Album postumi
Il 10 maggio 2024 è stato pubblicato da Music Row Talent Records, in associazione con Old Hat Productions, un album di canzoni inedite di Bruce, intitolato After Hours. L'album contiene 16 tracce, 13 delle quali erano remix di registrazioni demo precedenti. In una recensione, Americana Highways ha definito il progetto "un toccante sforzo finale dell'artista/attore/cantautore nato in Arkansas". Music Row Magazine ha scritto che l'album dimostra che Ed Bruce "è stato fino alla fine un maestro nello scrivere canzoni".

## Discografia parziale

### LP
- 1968 - If I Could Just Go Home (RCA Victor - LPM-3948)
- 1969 - Shades of Ed Bruce (Monument - SLP-18118)
- 1976 - Ed Bruce (United Artists - 613H)
- 1977 - The Tennessean (Epic - 35043)
- 1978 - Cowboys and Dreamers (Epic - 35541)
- 1980 - Ed Bruce (MCA - MCA-3242)
- 1981 - One to One (MCA - MCA-5188)
- 1982 - I Write It Down (MCA - MCA-5323)
- 1983 - You're Not Leavin' Here Tonight (MCA - MCA-5416)
- 1984 - Homecoming (RCA Victor - AHL 1-5324)
- 1984 - Tell 'em I've Gone Crazy (MCA - MCA-5511)
- 1986 - Night Things (RCA - AHL1-5808)
- 1997 - Set Me Free (Kingfisher - KF6 0021-4)
- 2002 - This Old Hat
- 2004 - Changed (Lamon - LR10411-2)
- 2007 - Sing About Jesus
- 2010 - In Jesus' Eyes: Songs of Inspiration

### 45 giri
- Settembre 1957 - Rock Boppin' Baby/More Than Yesterday (Sun - 276)
- Giugno 1958 - Sweet Woman/Part of My Life (Sun - 292)
- 1961 - Flight 303/Spun Gold (RCA Victor - 47-7842)
- 1963 - It's Coming To Me/The Greatest Man (Wand - 136)
- 1961 - Flight 303/Spun Gold (RCA Victor - 47-7842)
- 1963 - See the Big Man Cry/I Won't Cry Anymore (Wand - W-140)
- 1964 - The Workingman's Prayer/Don't Let It Happen to Me (Wand - W-148)
- Giugno 1964 - I'm Gonna Have A Party/Half A Love (Wand - W156)
- 1966 - Ebb Tide/Unbreakable Heart (APT - 45-25095)
- 1966 - Walker's Woods/Lonesome Is Me (RCA Victor - 47-9044)
- 1967 - Last Train to Clarksville/I'm Getting Better (RCA Victor - 47-9155)
- 1967 - If I Could Just Go Home/The Price I Pay to Stay (RCA Victor - 47-9315)
- 1967 - Her Sweet Love and The Baby/Shadows of Her Mind (RCA Victor - 47-9315)
- 1968 - I'll Take You Away/Give More Than You Take (RCA - 47-9475)
- 1968 - Painted Girls and Wine/Ninety-seven More to Go (RCA Victor	- 47-9553)
- Dicembre 1968 - Song for Jenny/Puzzles (Monument - Mn45-1118)
- 1969 - Everybody Wants to Get to Heaven/When a Man Becomes a Man (Monument - 45-1138)
- Agosto 1969 - Hey Porter/The Love My Heart Holds Tight (Monument - Mn 45-1155)
- Novembre 1973 - July, You're a Woman/The Rain in Baby's Life (United Artists - UA-XW353-W)
- 1974 - House in New Orleans/Good Jelly Jones (United Artists - UP 35690)
- Marzo 1974 - The Devil Ain't a Lonely Woman's Friend / It's Not What She's Done (It's What You Didn't Do) (United Artists - UA-XW403-W)
- Ottobre 1975 - Mammas, Don't Let Your Babies Grow Up to Be Cowboys/It's Not What She's Done (It's What You Didn't Do) (United Artists - UA-XW732-Y)
- 1975 - Follow Me to Tennessee (Tennessee Tourist Development - NR7956)
- 1976 - The Littlest Cowboy Rides Again/The Feel of Being Gone (United Artists - UA-XW774-Y)
- Maggio 1976 - Sleep All Morning/Working Man's Prayer (United Artists - UA-XW811-Y)
- Settembre 1976 - For Love's Own Sake/When Wide Open Spaces and Cowboys Are Gone (United Artists - UA-XW862-Y)
- 1976 - Hummin' Cummins (lato B cantato dai The Music City Convoy) (Good Buddy - 3381501)
- 1977 - When I Die, Just Let Me Go to Texas/I've Not Forgotten Marie (Epic - 8-50424)
- 1977 - Love Somebody to Death (Epic - 8-50503)
- 1977 - Star-Studded Nights/The Wedding Dress (Epic - 8-50475)
- 1977 - Man Made of Glass (Epic - 8-50544)
- 1978 - Angeline (Epic - 8-50645)
- 1978 - The Man That Turned My Mama On (Epic - 8-50613)
- 1980 - Diane/Blue Umbrella(MCA - MCA-41201)
- 1980 - The Last Cowboy Song/The Outlaw and the Stranger (MCA - 41273)
- 1980 - Girls, Women, and Ladies/The Last Thing She Said (MCA - 51018)
- 1981 - (When You Fall In Love) Everything's a Waltz/Thirty-Nine and Holding (MCA - MCA-51139)
- Ottobre 1981 - You're the Best Break This Old Heart Ever Had/It Just Makes Me Want You More Again (MCA - MCA-51210)
- 1982 - Love's Found You and Me/I Take the Chance (MCA - MCA-52036)
- 1982 - Ever, Never Lovin' You/Theme From "Bret Maverick" (MCA - MCA-52109)
- 1982 - My First Taste of Texas/One More Shot of "Old Back Home Again" (MCA - MCA-52156)
- 1983 - You're Not Leavin' Here Tonight/I Think I'm In Love (MCA - MCA-52210)
- 1983 - If It Was Easy/You've Got Her Eyes (MCA - MCA-52251)
- 1983 - After All/It Would Take a Fool (MCA - 52295)
- 1984 - Tell 'Em I've Gone Crazy/Birds Of Paradise (MCA - MCA-52433)
- 1984 - You Turn Me On (Like a Radio)/If It Ain't Love (RCA - PB-13937)
- 1984 - When Givin' Up Was Easy/Texas Girl I'm Closing In On You (RCA - PB-14037)
- 1985 - If It Ain't Love / The Migrant (RCA - PB-14150)
- 1986 - Nights/Fifteen to Forty-Three (Man in the Mirror) (RCA Victor - PB-14305)
- 1986 - Fools For Each Other/Memphis Roots (RCA - 5005-7-R)
- 1986 - Quietly Crazy/Memphis Roots (RCA Victor - 5077-7-R)